# Kriptand

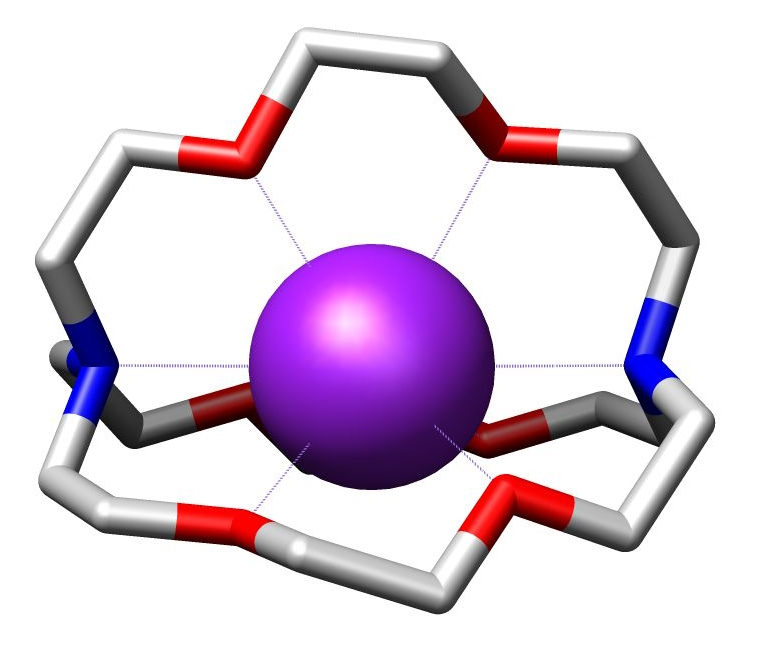
Káliumiont (lila) körülvevő [[2.2.2-Kriptand|[2.2.2]kriptand]] szerkezete kristályos állapotban, röntgendiffrakció alapján.

[2.2.2]Kriptand

A kriptandok szintetikus két- és többgyűrűs multidentát ligandumok számos kationhoz. 1987-ben a kémiai Nobel-díjat Donald J. Cram, Jean-Marie Lehn és Charles J. Pedersen a kriptandok és koronaéterek használatának meghatározásáért kapták, mely elindította a szupramolekuláris kémiát. A név arra utal, hogy a ligandum a szubsztrátokat kriptába viszi, hasonlóan a temetéshez. Ezek a koronaéterek háromdimenziós analógjai, de szelektívebb és erősebb lipofil komplexeket alkotnak.

## Szerkezet
A leggyakoribb és legfontosabb kriptand a N(CH2CH2OCH2CH2OCH2CH2)3N, melynek szabályos neve 1,10-diaza-4,7,13,16,21,24-hexaoxabiciklo[8.8.8]hexakozán. E vegyület a 2.2.2-kriptand, ahol a számok a nitrogénatomok közti hidakban lévő oxigénatomok számát jelentik. Számos kriptand kapható Kryptofix márkanév alatt. A tisztán aminokriptandok affinitása erős alkálifém-kationokhoz, lehetővé téve K−-vegyületek izolálását.

## Jellemzők

### Kationkötés
A kriptand belső része „vendégionok” kötőhelye – „gazdája”. A kationvendég és a kriptand komplexe a kriptát. A kriptandok számos „kemény” kationnal, például NH+4-nal, lantanoidákkal, alkálifémekkel és alkálifémekkel komplexet alkot. A koronaéterekkel szemben a kriptandok a vendégiont nitrogén- és oxigéndonorokkal is kötik. E háromdimenziós kapszulába zárás méretszelektivitása révén lehetővé teszi az alkálifémionok megkülönböztetését. Egyes kriptandok világítanak.

### Anionkötés
A poliamin-alapú kriptandok nagy anionaffinitású poliammónium-ketrecekké alakíthatók.

## Laboratóriumi használat
A kriptandok gyakran használatosak például homogén időfelbontású fluoreszcenciában vagy Eu3+ központi iont tartalmazó technológiákban. Fontosak még szervetlen és fémorganikus sók szintézisében. Bár a koronaétereknél drágábbak és előállításuk nehezebb, a kriptandok erősebben kötik az alkálifémeket. Különösen hasznosak erősen bázikus anionok sóinak izolálásához. A szolvatált alkálifémionokat lipofil kationokká alakítják, vagyis szerves oldószerekben oldhatóvá teszik a keletkező sókat.
Továbbá a kriptandok lehetővé teszik alkalidok és elektridek szintézisét. Például [2.2.2]kriptandot nátrium ammóniás oldatához adva kékesfekete paramágneses szilárd anyagot, [Na(2,2,2-crypt)]+e−-et ad. Használhatók Zintl-ionok, például Sn4−9 izolálására is.
Bár ritkán használják, a kriptandok iontranszferrel fázistranszfer-katalizátorok lehetnek.

## Fordítás
Ez a szócikk részben vagy egészben  a   Cryptand című angol Wikipédia-szócikk ezen változatának fordításán alapul.  Az eredeti cikk szerkesztőit annak laptörténete sorolja fel. Ez a jelzés csupán a megfogalmazás eredetét és a szerzői jogokat jelzi, nem szolgál a cikkben szereplő információk forrásmegjelöléseként.